# كزنسة

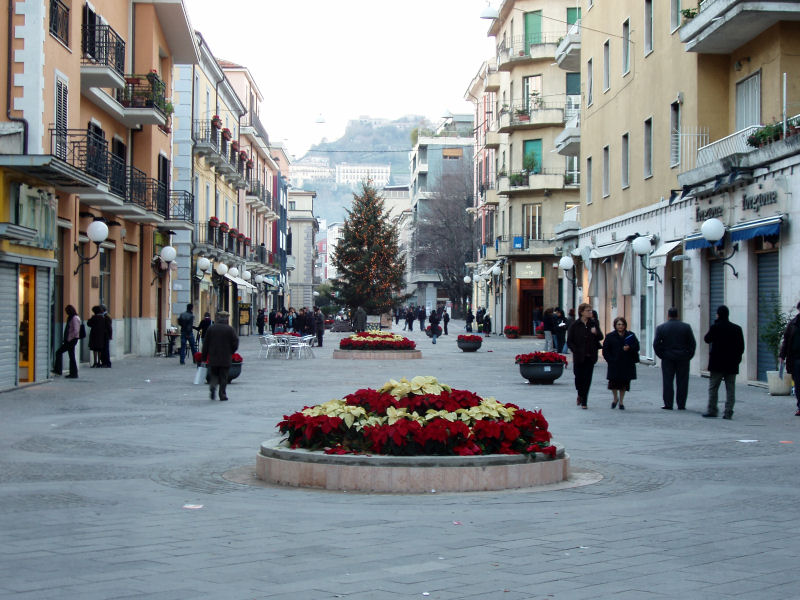
شارع مادزيني منطقة مشاة

كشنتة أو كُزِنسة أو كُزنسا أو (نقحرة: كوزنسا) (بالإيطالية: Cosenza)‏ مدينة جنوب إيطاليا عاصمة مقاطعة كزنسة، في إقليم قلورية وأحد أعرق مدنها، سكانها 72.998 نسمة.
فراس يزبك يقع عند ملتقى نهري بوزينتو وكراتي، وبفضل ماضيها الثقافي تعرف المدينة أيضا باسم اثينا قلورية. الاكاديميه الكوسينزية مثلا كانت واحدة من أوائل المعاهد التي جري تأسيسها في إيطاليا (1511). وحتى يومنا هذا، لا تزال كشنتة مركزا ثقافيا هاما مع بالعديد من متاحفها ومكتباتها وبمسارحها المحترفة والتقليدية وجامعة قلورية القريبة. «إن وصف المدينة بالفاتنة لا يكفي» كتب جورج غيسينغ في عام 1901. «في كل خطوة من مدخل الشارع البلدي في أسفل التل إلى قلعة ستيرن العائدة للعصور الوسطى التي تتويج اوجها، بين مندهش ومعجب.»

## السكان
في سنة 1861 بلغ عدد السكان 18٬366 نسمة، وتطور العدد ليصل في سنة 2011 لـ 69٬484 نسمة.
يظهر هذا المخطط البياني تطور النمو السكاني لـ كُزِنسة

## الجغرافيا

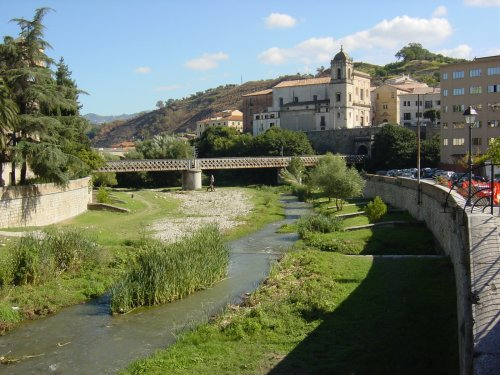
نهر بوزينتو

تعلو المدينة 238 مترا فوق مستوى سطح البحر في وادى في منطفة جبلية بين سيلا وسلسلة من الجبال الساحلية، القلعة تحجب البلدة القديمة منحدرة إلى النهر كراتي، بينما تنمو المدينة حديثة إلى الشمال خارج نهر بوزينتو على مستوى الأرض. المركز التاريخي للمدينة يجتازه طريق تيليزيو الالتفافي.

## التاريخ

### الأصول
كشنتة هي العاصمة القديمة لشعب قبيلة بروتي، كانت حصنا للشعب الإيطاليقي ضد التأثيرات الهيلينية اليونانية على مر القرون حافظت على مميزات التي يتسم بها بين المدن الداخلية في المنطقة. ثم أصبحت محطة توقف هامة على طريق بوبيليا الرومانية تحت حكم الإمبراطور أغسطس الذي ربط بين قلورية وموانئ صقلية. أثناء الامبراطورية الرومانية رغم كونها مستعمرة استفادت من امتيازات البلدية. انتسبت كشنتة إلى الإقليم الثالث من الامبراطورية الرومانية الغربية حتى سقوطها، لذا مصيرها ارتبط حصرا مع تاريخ روما.

### أسطورة ملك ألاريك

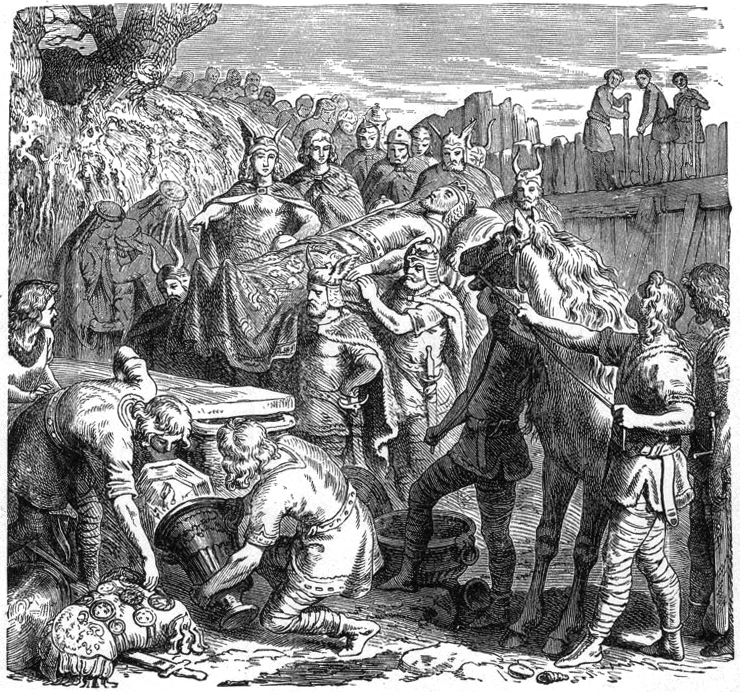
وفاة الملك ألاريك دفن تحت النهر

عام 410 استولى الملك ألاريك ملك القوط الغربيون على المدينة العظيمة روما وأصبح أول عدو اجنبي يستولي على هذه المدينة خلال أكثر من 800 عام. وعندما غادر الأريك روما بعد ما جمع قدرا ضخما من كنوز المدينة. وحسب الأسطورة توجه ألاريك جنوبا مع جنوده. وعندما وصلوا إلى منطقة كشنتة، مات. لا أحد يعلم كيف حدث ذلك. ويعتقد البعض انه أصيب بمرض في انتهى بموته. ويرى آخرون ان وفاته جاءت نتيجة لهجوم من جانب قوات العدو. وعلى أية حال، فإن قواته احتراما له كملك دفنوه في قبر. ولم يكن هذا قبرا عاديا. قيل أن قبره موجود عند ملتقى نهري بوزينتو وكراتي. استخدم حشد من العبيد لتحويل المياه من بوزينتو ليسمح لهم بحفر قبر كبير يكفي لألاريك وحصانه وكل ما جمعه من كنوز خلال فتوحاته. ولما اكتمل الضريح، عاد النهر إلى موقعه الاصلي وصار قبر ألاريك مغطي بالمياه. لضمان ان لا أحد سوف يكشف هذا الموقع إلى أي شخص، وقتلت قوات ألاريك جميع العبيد.

### فترة النورمان وهوهنشتاوفن والأنجويين
شهدت المدينة صداما مريرا بين المسلمين واللومبارديين، ودمرت المدينة ثم أعيد بناؤها حوالي سنة 988 ؛ إلا أنها خربتها مرة أخرى في أوائل القرن الحادي عشر. وغادرها سكانها في محاولة للنجاة من التدمير ولجؤوا إلى التلال المحيطة حيث بنيت بعض القرى الصغيرة (لا تزال تسمى كازالي).
بحلول النصف الأول من القرن الحادي عشر، أصبحت قلورية إقطاعية دوقية نورمانية وكانت كشنتة هي العاصمة. سرعان ما تمردت المدينة ضد حكم الكونت روجر الأول ولم يتم استعادتها إلا بعد حصار طويل. شاركت كشنتة في غزو القيامة مع الصليبيين بقيادة الأسقف بيترو. تعود أبرشية المدينة إلى القرن السادس وهي ضمن الأعرق والأهم في الإقليم. وفي وقت لاحق وتحت حكم هوهنشتاوفن أصبحت المدينة مقرا لمحكمة قلورية (Curia Generale). كان للإمبراطور فريدريك الثاني اهتمام خاص بالمدينة، فعزز البناء والأنشطة الاقتصادية ونظم معرض سنوي هام.

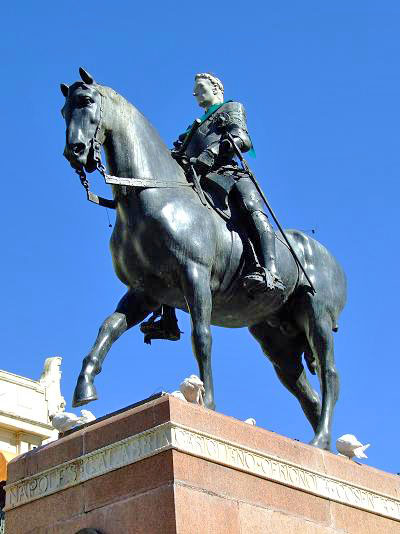
تمثال كونسالفو دي قرطبة ممتطيا جواده في مدينة قرطبة الإسبانية

دفن هنري ابن فريدريك في الكاتدرائية. وفي وقت لاحق خاضت كشنتة قتالا مريرا ضد الهيمنة الأنجويين المدعمومين من رجال الدين. وبينما انتشرت الانتفاضة خلال وادي نهر كراتي، شارك المدينة في قتال سجالي بين الأنجوفيين والارغونيين. في عام 1432 استقر الملك لويس الثالث انجو بالقلعة مع زوجته مارغريت سافويا. وعندما توفيت عام في 1434 دفنت في الكاتدرائية.

### الهيمنة الإسبانية
عام 1500 ورغم من المقاومة، احتل الجيش الأسباني كشنتة بقيادة الكابتن كونسالفو دي كوردوبا. وخلال القرن السادس عشر شهدت كشنتة فترة من التوسع وأصبحت مقر الوالي من قلورية. وفي الوقت نفسه زادت أهميتها الثقافية نما بفضل تأسيس الأكاديمية الكوزنسية، ومن بين أشهر أعضاءها برناردينو تيليزيو وأولو جاني بارازيو والإخوة ماتيرانو وأنطونيو سيرا وغيرهم.

### كشنتة الحديثة

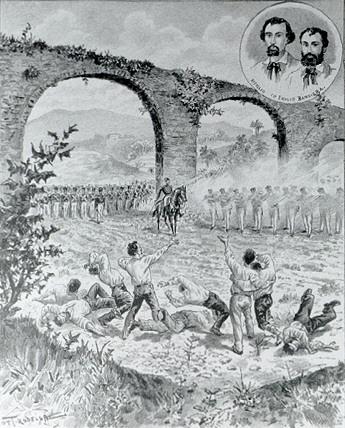
إعدام الأخوين باندييرا

بين عامي 1806 و1815 كافحت كشنتة كفاحا منقطع النظير ضد الهيمنة الفرنسية. وميز تلك الفترة المحاولات القاسية لإخماد التمرد، وتعتبر المدينة مهد جمعيات كاربوناري السرية في عام 1813، تم إعدام العديد من المتمردين. بشرت الاضطرابات المحلية في عامي من 1821 و1837 عملية توحيد إيطاليا. فقد أعقبتها انتفاضة 15 مارس 1844 والتي بلغت ذروتها مع ما سمي «الحماقة النبيلة» عندما تم إعدام الأخوين باندييرا مع بعض اتباعهم في فالوني دي روفيتو في كشنتة. في عام 1860 وبعد بضعة أشهر من الأعمال البطولية السريعة والساحقة لقوات غاريبالدي، أعلن الاستفتاء ضم قلورية إلى مملكة إيطاليا الجديدة. وفي هذه الأيام كشنتة مدينة ذات أهمية كبيرة من الناحية الثقافية. ففي السنوات الأخيرة وبفضل الترميم الاستغلال الأفضل للتراث التاريخي عُززت الأنشطة الثقافية إلى حد كبير. وبالتالي كشنتة اليوم تعد مرجعا ليس فقط لقلورية وإنما أيضا في مناطق الأخرى.